# かみはる
かみはる（1989年9月20日 - ）は、日本の紙芝居師。千葉県船橋市出身。渋谷画劇団所属。股関節に先天性股関節脱臼、変形性股関節症を持ち、紙芝居師として活動。

## 経歴・人物
1989年9月20日、船橋市出身。本名は神前 はるか（かみまえ はるか）。右足の股関節に先天性股関節脱臼の障害をもって生まれる。
2度の大きな手術を行い、高校卒業後には1度就職したが、声優になるため東京アナウンス学院へ入学。しかし、入学の翌月に変形性股関節症を併発し、以後は杖が必要な生活となる。
同学院2年目、紙芝居学科の講師として、のちの師匠となる紙芝居師ヤムちゃんが招かれる。卒業後にヤムに誘われ、2012年10月から「渋谷画劇団」に入団、紙芝居師として活動を始める。
以後は「障害者紙芝居師」として、紙芝居口演や声優、ナレーション リポーターを行う。2016年より2020東京パラリンピックを広めるために、各地の教育施設を巡業している。紙芝居塾1期卒業生、渋谷区オリンピック・パラリンピック推進事業の公認紙芝居師。
2016年ごろから配信サイトnoteにて自身の障害の現状や理想を描いたオリジナル漫画「かみはるマンガ」を投稿していた。半年たってヤムが監修になり、2年目には月2更新、3年目には毎週金曜日更新を目標に描いていた。ヤムの後押しをうけて2018年6月11日より、タイトルを「生涯 障害しゃ」に改め、「かみはるマン」名義でウェブコミック投稿サイト「ジャンプルーキー!」（集英社）に投稿開始。いいジャン（高評価）数トップ、日間ランキング青年誌部門トップになるなど大きな反響を呼んだ
2021年8月25日
東京パラリンピック競技大会開会式当日、東京都渋谷区代々木公園にて開催された聖火リレーにてランナーを務める。リクシル社長らとチームとなり並走した。介助役として、師匠紙芝居師ヤムちゃんがかみはると走った。
2020年末に放送された松岡修造のみんなできる宣言では、松岡修造と二度目の共演を果たす。
番組内では「コロナ禍になり、紙芝居口演、イベント業が激減。メンタルを保つのが大変だった」と語っている。
2021年東京商工会議所渋谷支部にて、経営者向け講演会に講師として「障害は私の個性！～みんな一緒じゃなくていい「個性」を大切にしよう～」講演。
聖火リレーの様子は2021年10月15日号しぶや区ニュースにて語っている。
渋谷区名誉区民井上順氏、紙芝居師かみはる、紙芝居師ヤムちゃんの三人で対談形式で行われた。
紙芝居口演の他に、配信活動にも力をいれている。
自身のYoutubeチャンネル「かみはるのGAMEチャンネル」毎日２２時～ライブ配信を行っており、short動画も平日１８時に更新している。
2022年東京で開催されるデフリンピック2025に向けて普及啓発紙芝居口演をヤムちゃんとコンビで行っている。

## 出演番組

### テレビ
- おはよう首都圏 (NHK、2016年11月8日 - 10日、渋谷区パラリンピックPR担当としてリポーターを担当）[3]
- 首都圏ネットワーク（NHK）[3]
- 東京オリパラ団（NHK BS1）[6]
- カウントダウンTOKYO（TOKYO MX）[3]
- サンデーLIVE!! (テレビ朝日、2019年5月5日放送) [10]
- 生きるを伝える (テレビ東京、2019年8月10日放送) [11]

### ラジオ
- 堀尾正明+PLUS!（TBSラジオ）[3]
- ニッポンチャレンジドアスリート（ニッポン放送）[12]
- 増田明美のキキスギ？ (NHKラジオ第一、2019年08月25日放送) [13]

### 新聞
- パラスポーツ ニュース (日刊スポーツ、2018年6月13日掲載)

### 出演
紙芝居口演
- 帝国ホテル
- ホテルニューオータニ
- 東京タワー
- 東京ドーム
- カップヌードルミュージアム
- 台場一丁目商店街
- 東武百貨店
- アリオ橋本、上尾
- ららぽーとTOKYO-BAY
- イオンモール
- 港北みなも

紙芝居プロモーション動画
- 紙芝居師集団「渋谷画劇団」プロモーションビデオ
- パラスポーツ×紙芝居「楽しく学べるパラスポーツ紙芝居」
- ガールズ紙芝居ユニット織紙姫「平安怪奇伝 安倍晴明物語～悪の陰陽師 誕生編～」
- 紙芝居「ブッダ～おしゃかさまの一生～」

声優・ナレーション
- おはよう首都圏 (NHK、2016年11月8日 - 10日、渋谷区パラリンピックPR担当としてリポーターを担当）[3]
- 「wakuwakuのはじまり]」（大田区浴場連合会）
- 「発見！この街すみだの仕事２～人がつながる 笑顔がつながる～]」（東京商工会議所）
- 「みんなの東京湾 みんなで再生＜東京湾の日＞」（東京湾再生官民連携フォーラム）

・「新しい日常に経営者が今できること～新型コロナウィルス対策のためのマンガ～]」（東京商工会議所）

## 外部サイト
- かみはる公式HP
- 紙芝居師かみはる (@kami_haru777) - X（旧Twitter）
- かみはるのGAMEチャンネル - YouTubeチャンネル
- 紙芝居師かみはる (kamiharu3) - note
- 株式会社漫画家学会
- Mankai production マンカイプロダクション
- かみはるマンの作品一覧 - ジャンプルーキー!